# Élections cantonales de 2011 dans le Haut-Rhin
Les élections cantonales ont eu lieu les 20 et 27 mars 2011.

## Contexte départemental

### Assemblée départementale sortante
Avant les élections, le conseil général du Haut-Rhin est présidé par Charles Buttner (UMP). Il comprend 31 conseillers généraux issus des 31 cantons du Haut-Rhin. 14 d'entre eux sont renouvelables lors de ces élections.
| Parti                             | Sigle | Élus |
| --------------------------------- | ----- | ---- |
| Majorité (20 sièges)              |       |      |
| Divers droite                     | DVD   | 13   |
| Union pour un mouvement populaire | UMP   | 7    |
| Opposition (11 sièges)            |       |      |
| Parti socialiste                  | PS    | 5    |
| Europe Écologie Les Verts         | EELV  | 2    |
| Divers gauche                     | DVG   | 4    |
| Président du conseil général      |       |      |
| Charles Buttner (UMP)             |       |      |

## Résultats à l'échelle du département

### Résultats en nombre de sièges
| Parti | Sièges mis en jeu | Élus | Évolution |
| ----- | ----------------- | ---- | --------- |
| UMP   | 8                 | 7    | -1        |
| Cap21 | 0                 | 1    | +1        |
| DVD   | 3                 | 4    | +1        |
| DVG   | 1                 | 0    | -1        |
| EELV  | 1                 | 1    | =         |
| SE    | 1                 | 1    | =         |

### Assemblée départementale à l'issue des élections
| Parti                             | Sigle | Élus |
| --------------------------------- | ----- | ---- |
| Majorité (21 sièges)              |       |      |
| Union pour un mouvement populaire | UMP   | 12   |
| Divers droite                     | DVD   | 9    |
| Opposition (10 sièges)            |       |      |
| Parti socialiste                  | PS    | 5    |
| Divers gauche                     | DVG   | 3    |
| Europe Écologie Les Verts         | EELV  | 2    |
| Président du conseil général      |       |      |
| Charles Buttner (UMP)             |       |      |

## Résultats par canton

### Canton d'Altkirch
| Candidat       | Candidat            | Étiquette         | Premier tour | Premier tour | Second tour | Second tour |
| Candidat       | Candidat            | Étiquette         | Voix         | %            | Voix        | %           |
| -------------- | ------------------- | ----------------- | ------------ | ------------ | ----------- | ----------- |
|                | Alphonse Hartmann * | UMP               | 3 249        | 42,22        | 3 982       | 57,09       |
|                | Jean Bitterlin      | MEI-EÉLV-Cap21-PS | 1 564        | 20,32        | 2 993       | 42,91       |
|                | Gilles Petit        | FN                | 1 469        | 19,09        |             |             |
|                | Jean Schmidt        | DVD               | 713          | 9,26         |             |             |
|                | Anne Zimmermann     | SE                | 255          | 3,31         |             |             |
|                | François Marx       | UL                | 227          | 2,95         |             |             |
|                | Fabrice Monnot      | POI               | 219          | 2,85         |             |             |
|                |                     |                   |              |              |             |             |
| Inscrits       | Inscrits            | Inscrits          | 18 511       | 100,00       | 18 511      | 100,00      |
| Abstentions    | Abstentions         | Abstentions       | 10 520       | 56,83        | 11 052      | 59,71       |
| Votants        | Votants             | Votants           | 7 991        | 43,17        | 7 459       | 40,29       |
| Blancs et nuls | Blancs et nuls      | Blancs et nuls    | 295          | 3,69         | 484         | 6,49        |
| Exprimés       | Exprimés            | Exprimés          | 7 696        | 96,31        | 6 975       | 93,51       |

*sortant

### Canton d'Andolsheim
| Candidats      | Candidats         | Étiquette      | Premier tour | Premier tour | Second tour | Second tour |
| Candidats      | Candidats         | Étiquette      | Voix         | %            | Voix        | %           |
| -------------- | ----------------- | -------------- | ------------ | ------------ | ----------- | ----------- |
|                | Éric Straumann *  | UMP            | 4 719        | 52,01        | 5 987       | 75,87       |
|                | Michel Ingold     | FN             | 1 888        | 20,81        | 1 904       | 24,13       |
|                | Cyrille Schu      | PS             | 1 742        | 19,20        |             |             |
|                | Christian Dietsch | DVD            | 724          | 7,98         |             |             |
|                |                   |                |              |              |             |             |
| Inscrits       | Inscrits          | Inscrits       | 19 045       | 100,00       | 19 045      | 100,00      |
| Abstentions    | Abstentions       | Abstentions    | 9 703        | 50,95        | 10 425      | 54,74       |
| Votants        | Votants           | Votants        | 9 342        | 49,05        | 8 620       | 45,26       |
| Blancs et nuls | Blancs et nuls    | Blancs et nuls | 269          | 2,88         | 729         | 8,46        |
| Exprimés       | Exprimés          | Exprimés       | 9 073        | 97,12        | 7 891       | 91,54       |

*sortant

### Canton de Dannemarie
| Candidat       | Candidat                   | Étiquette         | Premier tour | Premier tour |
| Candidat       | Candidat                   | Étiquette         | Voix         | %            |
| -------------- | -------------------------- | ----------------- | ------------ | ------------ |
|                | Rémi With *                | DVD               | 2 554        | 53,33        |
|                | Martine Binder             | FN                | 908          | 18,96        |
|                | Corinne Grosheitsch-Morgen | MEI-EÉLV-Cap21-PS | 748          | 15,62        |
|                | Paul Mumbach               | DVD               | 579          | 12,09        |
|                |                            |                   |              |              |
| Inscrits       | Inscrits                   | Inscrits          | 9 874        | 100,00       |
| Abstentions    | Abstentions                | Abstentions       | 4 953        | 50,16        |
| Votants        | Votants                    | Votants           | 4 921        | 49,84        |
| Blancs et nuls | Blancs et nuls             | Blancs et nuls    | 132          | 2,68         |
| Exprimés       | Exprimés                   | Exprimés          | 4 789        | 97,32        |

*sortant

### Canton d'Ensisheim
| Candidat       | Candidat         | Étiquette      | Premier tour | Premier tour | Second tour | Second tour |
| Candidat       | Candidat         | Étiquette      | Voix         | %            | Voix        | %           |
| -------------- | ---------------- | -------------- | ------------ | ------------ | ----------- | ----------- |
|                | Michel Habig *   | UMP            | 2 928        | 33,34        | 4 917       | 57,98       |
|                | José Sanjuan     | FN             | 2 388        | 27,20        | 3 563       | 42,02       |
|                | Gilles Fischer   | PS             | 1 958        | 22,30        |             |             |
|                | Daniel Stirmann  | DLR            | 1 254        | 14,28        |             |             |
|                | Jean-Marc Koffel | FG (PCF)       | 253          | 2,88         |             |             |
|                |                  |                |              |              |             |             |
| Inscrits       | Inscrits         | Inscrits       | 20 002       | 100,00       | 20 002      | 100,00      |
| Abstentions    | Abstentions      | Abstentions    | 10 963       | 54,81        | 10 722      | 53,60       |
| Votants        | Votants          | Votants        | 9 039        | 45,19        | 9 282       | 46,40       |
| Blancs et nuls | Blancs et nuls   | Blancs et nuls | 258          | 2,85         | 802         | 8,64        |
| Exprimés       | Exprimés         | Exprimés       | 8 781        | 97,15        | 8 480       | 91,36       |

*sortant

### Canton de Guebwiller
| Candidat       | Candidat               | Parti          | Premier tour | Premier tour | Second tour | Second tour |
| Candidat       | Candidat               | Parti          | Voix         | %            | Voix        | %           |
| -------------- | ---------------------- | -------------- | ------------ | ------------ | ----------- | ----------- |
|                | Alain Grappe           | UMP-AC-PR-NC   | 1 487        | 22,64        | 3 708       | 61,20       |
|                | Julia Abraham          | FN             | 1 424        | 21,68        | 2 351       | 38,80       |
|                | Christian Weiss        | EÉLV-MEI-Cap21 | 1 192        | 18,15        |             |             |
|                | Denis Rebmann          | PS             | 1 091        | 16,61        |             |             |
|                | Philippe Bingert       | DVD            | 531          | 8,08         |             |             |
|                | Dominique Stritt-Weber | DVD            | 444          | 6,76         |             |             |
|                | Christophe Pierre Ritz | DVD            | 264          | 4,02         |             |             |
|                | Pierre Lichtensteiger  | DVD            | 136          | 2,07         |             |             |
|                |                        |                |              |              |             |             |
| Inscrits       | Inscrits               | Inscrits       | 15 212       | 100,00       | 15 212      | 100,00      |
| Abstentions    | Abstentions            | Abstentions    | 8 455        | 55,58        | 8 409       | 55,28       |
| Votants        | Votants                | Votants        | 6 757        | 44,42        | 6 804       | 44,72       |
| Blancs et nuls | Blancs et nuls         | Blancs et nuls | 188          | 2,78         | 745         | 10,95       |
| Exprimés       | Exprimés               | Exprimés       | 6 569        | 43,18        | 6 059       | 89,05       |

### Canton de Habsheim
| Candidat       | Candidat              | Parti             | Premier tour | Premier tour | Second tour | Second tour |
| Candidat       | Candidat              | Parti             | #            | %            | #           | %           |
| -------------- | --------------------- | ----------------- | ------------ | ------------ | ----------- | ----------- |
|                | Charles Buttner*      | UMP               | 3 902        | 42,69        | 4 863       | 58,09       |
|                | Philippe Wolff        | EÉLV-MEI-Cap21-PS | 2 352        | 25,73        | 3 509       | 41,91       |
|                | Bernard Frey          | FN                | 2 169        | 23,73        |             |             |
|                | Alban Brua            | FG (PG)           | 475          | 5,20         |             |             |
|                | Jean-Luc Wertenschlag | SE                | 243          | 2,66         |             |             |
|                |                       |                   |              |              |             |             |
| Inscrits       | Inscrits              | Inscrits          | 25 216       | 100,00       | 25 212      | 100,00      |
| Abstentions    | Abstentions           | Abstentions       | 15 797       | 62,65        | 16 270      | 64,53       |
| Votants        | Votants               | Votants           | 9 419        | 37,35        | 8 942       | 35,47       |
| Blancs et nuls | Blancs et nuls        | Blancs et nuls    | 278          | 2,95         | 570         | 6,37        |
| Exprimés       | Exprimés              | Exprimés          | 9 141        | 97,05        | 8 372       | 93,63       |

*sortant

### Canton de Huningue
| Candidat       | Candidat        | Étiquette         | Premier tour | Premier tour | Second tour | Second tour |
| Candidat       | Candidat        | Étiquette         | Voix         | %            | Voix        | %           |
| -------------- | --------------- | ----------------- | ------------ | ------------ | ----------- | ----------- |
|                | Max Delmond     | Cap21-EÉLV-MEI-PS | 3 638        | 33,86        | 5 907       | 51,40       |
|                | Eric Wissler    | UMP               | 3 325        | 30,95        | 5 585       | 48,60       |
|                | Patrick Striby  | DVD               | 2 106        | 19,60        |             |             |
|                | Thierry Litzler | DVD               | 1 675        | 15,59        |             |             |
|                |                 |                   |              |              |             |             |
| Inscrits       | Inscrits        | Inscrits          | 32 272       | 100,00       | 32 272      | 100,00      |
| Abstentions    | Abstentions     | Abstentions       | 20 825       | 64,53        | 20 045      | 62,11       |
| Votants        | Votants         | Votants           | 11 447       | 35,47        | 12 227      | 37,89       |
| Blancs et nuls | Blancs et nuls  | Blancs et nuls    | 703          | 6,14         | 735         | 6,01        |
| Exprimés       | Exprimés        | Exprimés          | 10 744       | 93,86        | 11 492      | 93,99       |

### Canton de Kaysersberg
| Candidat       | Candidat          | Étiquette         | Premier tour | Premier tour | Second tour | Second tour |
| Candidat       | Candidat          | Étiquette         | Voix         | %            | Voix        | %           |
| -------------- | ----------------- | ----------------- | ------------ | ------------ | ----------- | ----------- |
|                | Henri Stoll *     | EÉLV-MEI-Cap21-PS | 2 182        | 33,70        | 2 557       | 37,59       |
|                | Richard Fuchs     | UMP               | 1 639        | 25,31        | 2 124       | 31,22       |
|                | Thierry Speitel   | NC                | 1 796        | 27,74        | 2 122       | 31,19       |
|                | Nicole Tisserand  | DVD               | 681          | 10,52        |             |             |
|                | Jean-Daniel Reber | PRG               | 177          | 2,73         |             |             |
|                |                   |                   |              |              |             |             |
| Inscrits       | Inscrits          | Inscrits          | 12 996       | 100,00       | 12 996      | 100,00      |
| Abstentions    | Abstentions       | Abstentions       | 6 309        | 48,55        | 6 023       | 46,34       |
| Votants        | Votants           | Votants           | 6 687        | 51,45        | 6 975       | 53,66       |
| Blancs et nuls | Blancs et nuls    | Blancs et nuls    | 212          | 3,17         | 172         | 2,47        |
| Exprimés       | Exprimés          | Exprimés          | 6 475        | 96,83        | 6 803       | 97,53       |

*sortant

### Canton de Masevaux
| Candidat       | Candidat       | Étiquette      | Premier tour | Premier tour | Second tour | Second tour |
| Candidat       | Candidat       | Étiquette      | Voix         | %            | Voix        | %           |
| -------------- | -------------- | -------------- | ------------ | ------------ | ----------- | ----------- |
|                | Laurent Lerch  | DVD            | 2 393        | 46,50        | 3 084       | 66,85       |
|                | Franck Dudt    | PS             | 1 144        | 22,20        | 1 529       | 33,15       |
|                | Michèle Hager  | FN             | 593          | 11,50        |             |             |
|                | Pierre Schwarb | DVD            | 511          | 9,90         |             |             |
|                | Francis Guttig | DLR            | 348          | 6,80         |             |             |
|                | Daniel Willmé  | UL             | 137          | 2,70         |             |             |
|                | Sandrine Pico  | AR             | 17           | 0,30         |             |             |
|                |                |                |              |              |             |             |
| Inscrits       | Inscrits       | Inscrits       | 9 111        | 100,00       | 9 111       | 100,00      |
| Abstentions    | Abstentions    | Abstentions    | 3 850        | 42,26        | 4 278       | 46,95       |
| Votants        | Votants        | Votants        | 5 261        | 57,74        | 4 833       | 53,05       |
| Blancs et nuls | Blancs et nuls | Blancs et nuls | 118          | 2,24         | 220         | 4,55        |
| Exprimés       | Exprimés       | Exprimés       | 5 143        | 97,76        | 4 613       | 95,45       |

### Canton de Munster
| Candidat       | Candidat           | Étiquette      | Premier tour | Premier tour | Second tour | Second tour |
| Candidat       | Candidat           | Étiquette      | Voix         | %            | Voix        | %           |
| -------------- | ------------------ | -------------- | ------------ | ------------ | ----------- | ----------- |
|                | Pierre Gsell *     | DVD            | 2 233        | 36,75        | 3 281       | 58,80       |
|                | Serge Jaeggy       | FG             | 1 367        | 22,50        | 2 299       | 41,20       |
|                | Vincent Wiss       | FN             | 890          | 14,65        |             |             |
|                | Mathieu Dischinger | DVD            | 766          | 12,61        |             |             |
|                | Albert Heinrich    | DVD            | 451          | 7,42         |             |             |
|                | Bertrand Gazet     | DVD            | 307          | 5,05         |             |             |
|                | Jennifer Santana   | SE             | 62           | 1,02         |             |             |
|                |                    |                |              |              |             |             |
| Inscrits       | Inscrits           | Inscrits       | 12 993       | 100,00       | 12 993      | 100,00      |
| Abstentions    | Abstentions        | Abstentions    | 6 686        | 51,46        | 7 008       | 53,94       |
| Votants        | Votants            | Votants        | 6 307        | 48,54        | 5 985       | 46,06       |
| Blancs et nuls | Blancs et nuls     | Blancs et nuls | 231          | 3,66         | 405         | 6,77        |
| Exprimés       | Exprimés           | Exprimés       | 6 076        | 96,34        | 5 580       | 93,23       |

*sortant

### Canton de Saint-Amarin
|                | Jean-Jacques Weber | DVD            | 3 335  | 53,76  |  |  |
|                | François Tacquart* | DVG            | 1 684  | 27,14  |  |  |
|                | Patrick Binder     | FN             | 1 185  | 19,10  |  |  |
|                |                    |                |        |        |  |  |
| Inscrits       | Inscrits           | Inscrits       | 10 260 | 100,00 |  |  |
| Abstentions    | Abstentions        | Abstentions    | 3 786  | 36,90  |  |  |
| Votants        | Votants            | Votants        | 6 474  | 63,10  |  |  |
| Blancs et nuls | Blancs et nuls     | Blancs et nuls | 270    | 4,17   |  |  |
| Exprimés       | Exprimés           | Exprimés       | 6 204  | 95,83  |  |  |

*sortant

### Canton de Sainte-Marie-aux-Mines
| Candidat       | Candidat           | Étiquette      | Premier tour | Premier tour | Second tour | Second tour |
| Candidat       | Candidat           | Étiquette      | Voix         | %            | Voix        | %           |
| -------------- | ------------------ | -------------- | ------------ | ------------ | ----------- | ----------- |
|                | Christian Chaton * | UMP            | 1 695        | 50,25        | 1 996       | 62,05       |
|                | Claude Abel        | DVD            | 613          | 18,17        | 1 221       | 37,95       |
|                | Nadine Cosnier     | PS             | 584          | 17,31        |             |             |
|                | Agnès Henrichs     | DVD            | 481          | 14,26        |             |             |
|                |                    |                |              |              |             |             |
| Inscrits       | Inscrits           | Inscrits       | 7 159        | 100,00       | 7 159       | 100,00      |
| Abstentions    | Abstentions        | Abstentions    | 3 678        | 51,38        | 3 779       | 52,79       |
| Votants        | Votants            | Votants        | 3 481        | 48,62        | 3 380       | 47,21       |
| Blancs et nuls | Blancs et nuls     | Blancs et nuls | 108          | 3,10         | 163         | 4,82        |
| Exprimés       | Exprimés           | Exprimés       | 3 373        | 96,90        | 3 217       | 95,18       |

*sortant

### Canton de Sierentz
| Candidat       | Candidat               | Étiquette         | Premier tour | Premier tour | Second tour | Second tour |
| Candidat       | Candidat               | Étiquette         | Voix         | %            | Voix        | %           |
| -------------- | ---------------------- | ----------------- | ------------ | ------------ | ----------- | ----------- |
|                | Daniel Adrian          | SE                | 2 321        | 35,53        | 3 826       | 60,90       |
|                | Jean-Louis Lorrain*    | UMP               | 2 183        | 33,42        | 2 458       | 39,10       |
|                | Laurent Boitelle       | MEI-EÉLV-Cap21-PS | 1 715        | 26,26        |             |             |
|                | Nicolas Chevalier-Roch | DLR               | 313          | 4,79         |             |             |
|                |                        |                   |              |              |             |             |
| Inscrits       | Inscrits               | Inscrits          | 17 169       | 100,00       | 17 169      | 100,00      |
| Abstentions    | Abstentions            | Abstentions       | 10 330       | 60,17        | 10 360      | 60,34       |
| Votants        | Votants                | Votants           | 6 839        | 39,83        | 6 809       | 39,66       |
| Blancs et nuls | Blancs et nuls         | Blancs et nuls    | 307          | 4,49         | 525         | 7,71        |
| Exprimés       | Exprimés               | Exprimés          | 6 532        | 95,51        | 6 284       | 92,29       |

*sortant

### Canton de Wintzenheim
| Candidat       | Candidat               | Étiquette         | Premier tour | Premier tour | Second tour | Second tour |
| Candidat       | Candidat               | Étiquette         | Voix         | %            | Voix        | %           |
| -------------- | ---------------------- | ----------------- | ------------ | ------------ | ----------- | ----------- |
|                | Lucien Muller          | UMP               | 2 047        | 28,59        | 3 653       | 58,12       |
|                | Guy Daessle *          | UMP               | 1 903        | 26,58        | 2 632       | 41,88       |
|                | Christophe Hartmann    | EÉLV-MEI-Cap21-PS | 1 510        | 21,09        |             |             |
|                | Monique Winkelmuller   | DVD               | 1 282        | 17,91        |             |             |
|                | Jean-Georges Trouillet | UL                | 418          | 5,84         |             |             |
|                |                        |                   |              |              |             |             |
| Inscrits       | Inscrits               | Inscrits          | 15 585       | 100,00       | 15 585      | 100,00      |
| Abstentions    | Abstentions            | Abstentions       | 8 151        | 52,30        | 8 577       | 55,04       |
| Votants        | Votants                | Votants           | 7 434        | 47,70        | 7 007       | 44,96       |
| Blancs et nuls | Blancs et nuls         | Blancs et nuls    | 274          | 3,69         | 722         | 10,30       |
| Exprimés       | Exprimés               | Exprimés          | 7 160        | 96,31        | 6 285       | 89,70       |

*sortant